# Dẫn động điều tốc

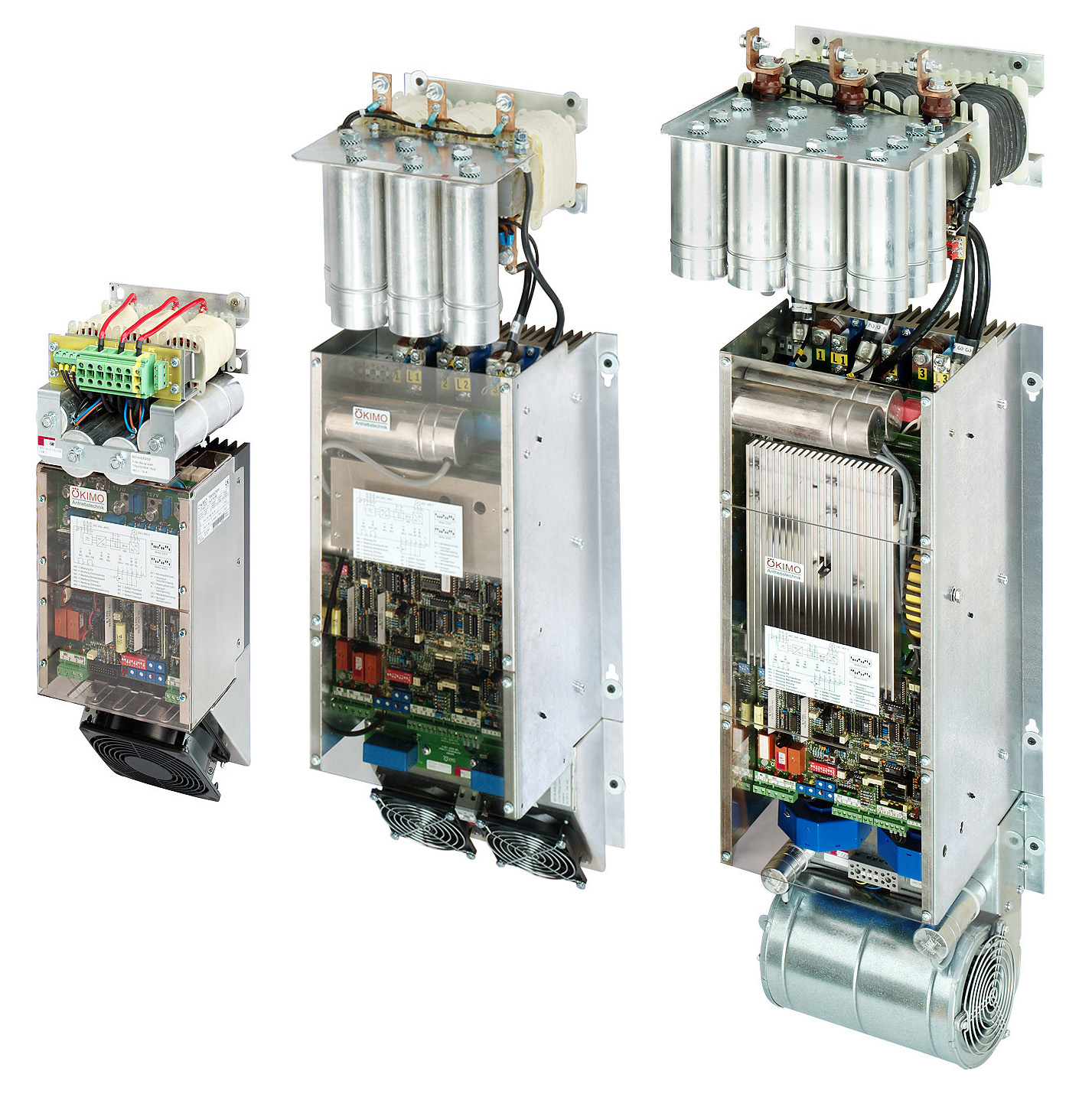
Dẫn động biến tần tái sinh tuyến tính, các tụ điện (các hình trụ bên trên) và các cuộn cảm gắn kèm làm bộ lọc năng lượng tái sinh.

Dẫn động điều tốc (ASD) hoặc Dẫn động biến tốc (VSD) mô tả thiết bị được sử dụng để kiểm soát tốc độ của máy móc. Nhiều quá trình công nghiệp như dây chuyền lắp ráp phải hoạt động ở tốc độ khác nhau cho các sản phẩm khác nhau. Trường hợp điều kiện quá trình yêu cầu điều chỉnh dòng chảy từ một máy bơm hoặc quạt, thay đổi tốc độ của dẫn động có thể tiết kiệm năng lượng so với các kỹ thuật khác để kiểm soát dòng chảy.
Tốc độ có thể được lựa chọn từ một số phạm vi khác nhau được cài đặt trước, thường là dẫn động được cho là có thể điều chỉnh tốc độ. Nếu tốc độ đầu ra có thể được thay đổi mà không cần các bước trên phạm vi, dẫn động thường được gọi là biến tốc.
Dẫn động biến tốc và biến tốc có thể hoàn toàn cơ khí (gọi là các hộp số), điện, thủy lực, hoặc điện tử.

## Tốc độ cố định của động cơ điện
Xen kẽ dòng điện động cơ chạy ở tốc độ xác định chặt chẽ bởi số lượng cực trong động cơ và tần số của việc cung cấp dòng điện xoay chiều. Điều này là không giống như động cơ hơi nước, có thể được thực hiện để chạy trên một phạm vi tốc độ bằng cách điều chỉnh thời gian và thời gian của các van thừa nhận hơi nước cho các xi lanh.
AC động cơ có thể được thực hiện với nhiều bộ cực, có thể được lựa chọn để cung cấp cho một trong những tốc độ khác nhau (nói, 720 rpm/12 Hz hoặc 1.800 rpm/30 Hz cơ khí cho một động cơ điện 60 Hz). Số lượng các tốc độ khác nhau có sẵn bị giới hạn bởi các chi phí của nhiều bộ của cuộn dây. Nếu tốc độ khác nhau, tốc độ biến thiên liên tục được yêu cầu, các phương pháp khác là bắt buộc.
Động cơ trực tiếp hiện nay cho phép thay đổi tốc độ bằng cách điều chỉnh hiện tại trường shunt. Một cách khác để thay đổi tốc độ của một động cơ hiện tại trực tiếp là để thay đổi điện áp được áp dụng cho phần ứng.
Một dẫn động điều tốc có thể bao gồm một động cơ điện và bộ điều khiển được sử dụng để điều chỉnh tốc độ hoạt động của động cơ. Sự kết hợp của một động cơ tốc độ không đổi và một thiết bị cơ khí liên tục điều chỉnh thay đổi tốc độ cũng có thể được gọi là một dẫn động điều tốc. Dẫn động điện tử biến tần đang nhanh chóng làm cho dư thừa công nghệ cũ.

## Lý do sử dụng dẫn động điều tốc
Kiểm soát quy trình và bảo tồn năng lượng là hai lý do chính để sử dụng dẫn động điều tốc. Trong lịch sử, dẫn động điều tốc đã được phát triển để kiểm soát quá trình, nhưng bảo tồn năng lượng đã nổi lên như một mục tiêu quan trọng không kém.

### Điều chỉnh tốc độ như một phương tiện để kiểm soát một quá trình
Sau đây là những lợi ích kiểm soát quá trình có thể được cung cấp bởi một ổ đĩa tốc độ có thể điều chỉnh:
- Smoother hoạt động
- Tăng tốc kiểm soát
- Tốc độ hoạt động khác nhau đối với từng công thức quá trình
- Bồi thường cho việc thay đổi các biến quá trình
- Cho phép hoạt động chậm cho mục đích thiết lập
- Điều chỉnh tỷ lệ sản xuất
- Cho phép định vị chính xác
- Kiểm soát mô-men xoắn hay căng thẳng

### Ví dụ

Một dẫn động có thể điều chỉnh tốc độ thường có thể cung cấp hoạt động mượt mà hơn so với một chế độ tốc độ thay thế cố định hoạt động. Ví dụ, trong một trạm nâng lý nước thải nước thải thường chảy qua đường ống cống dưới lực hấp dẫn đến một vị trí cũng ướt. Từ đó nó được bơm lên đến một quá trình điều trị. Khi máy bơm tốc độ cố định được sử dụng, máy bơm được thiết lập để bắt đầu khi mức độ của chất lỏng trong ẩm ướt cũng đạt đến một số điểm cao và dừng lại khi mức độ đã được giảm xuống mức thấp. Đi xe đạp máy bơm và tắt kết quả cao thường xuyên dâng của dòng điện để bắt đầu các động cơ dẫn đến áp lực điện từ và nhiệt trong động cơ và thiết bị điều khiển điện, máy bơm và đường ống chịu áp lực cơ khí và thủy lực, và quá trình xử lý nước thải buộc phải thích ứng dâng trong dòng chảy của nước thải thông qua quá trình. Khi ổ đĩa tốc độ điều chỉnh được sử dụng, máy bơm hoạt động liên tục với tốc độ tăng khi tăng mức độ cũng ướt. Điều này phù hợp với dòng chảy dòng chảy trung bình và cung cấp một hoạt động trơn tru hơn nhiều của quá trình này.

### Tiết kiệm năng lượng bằng cách sử dụng dẫn động điều tốc
Một dẫn động mà tốc độ có thể điều chỉnh thường sử dụng ít năng lượng hơn so với một chế độ tốc độ thay thế cố định hoạt động.
Quạt và máy bơm ứng dụng tiết kiệm năng lượng phổ biến nhất. Khi một fan hâm mộ được điều khiển bởi một động cơ tốc độ cố định, luồng không khí đôi khi có thể cao hơn nó cần phải được. Luồng không khí có thể được điều chỉnh bằng cách sử dụng van điều tiết để hạn chế dòng chảy, nhưng nó là hiệu quả hơn để điều chỉnh luồng không khí bằng cách điều chỉnh tốc độ của động cơ. Sau từ mối quan hệ pháp luật rằng việc giảm tốc độ quạt kết quả 50% trong giảm tiêu thụ điện năng còn 12.5%.

## Các loại dẫn động điều tốc
Kỹ thuật điều chỉnh tốc độ đã được sử dụng trong việc truyền năng lượng cơ học máy móc vì việc sử dụng đầu tiên của máy móc hỗ trợ. Trước khi động cơ điện được phát minh, đổi tốc độ cơ khí được sử dụng để kiểm soát năng lượng cơ học được cung cấp bởi bánh xe nước và động cơ hơi nước. Khi động cơ điện được đưa vào sử dụng, phương tiện kiểm soát tốc độ của chúng được phát triển gần như ngay lập tức. Ngày nay, các loại khác nhau của dẫn động cơ khí, dẫn động thủy lực và dẫn động điện cạnh tranh với nhau trong thị trường công nghiệp dẫn động.

### Dẫn động cơ khí có thể điều chỉnh tốc độ
Có hai loại dẫn động cơ khí, các dẫn động sân biến và dẫn động kéo.
Các dẫn động sân biến ròng rọc và vành đai ổ đĩa, trong đó đường kính cao độ của một hoặc cả hai ròng rọc có thể được điều chỉnh.
Dẫn động Traction truyền tải điện năng thông qua các con lăn kim loại chống lại con lăn kim loại giao phối. Tỷ lệ đầu vào / đầu ra tốc độ được điều chỉnh bằng cách di chuyển các con lăn để thay đổi đường kính của con đường liên lạc. Nhiều hình dạng con lăn khác nhau và thiết kế cơ khí đã được sử dụng.

### Dẫn động điều tốc thủy lực
Có ba loại dẫn động thủy lực, đó là: dẫn động thủy tĩnh, dẫn động thủy động lực học và dẫn động hydroviscous.
Một truyền dẫn động thủy tĩnh bao gồm một bơm thủy lực và một động cơ thủy lực. Kể từ khi bơm chuyển tích cực và động cơ được sử dụng, một cuộc cách mạng của bơm hoặc động cơ tương ứng với một khối lượng của dòng chảy được xác định bởi sự dịch chuyển bất kể tốc độ mô-men xoắn. Tốc độ được quy định bằng cách điều chỉnh dòng chảy chất lỏng với một van hoặc bằng cách thay đổi việc di chuyển các máy bơm hay động cơ. Nhiều biến thể thiết kế khác nhau đã được sử dụng. Dẫn động văng tung tóe tấm sử dụng một trục bơm piston và/hoặc động cơ trong đó các góc tấm làm văng tung tóe có thể được thay đổi để điều chỉnh di dời và do đó điều chỉnh tốc độ.
Dẫn động Thủy động lực học hay dịch khớp nối sử dụng dầu để truyền mô-men xoắn giữa bánh công tác trên trục đầu vào tốc độ không đổi và một cánh quạt trên trục đầu ra có thể điều chỉnh tốc độ. Mô-men xoắn chuyển đổi trong hộp số tự động của một chiếc xe hơi là một dẫn động thủy động lực học.
Dẫn động hydroviscous A bao gồm một hoặc nhiều đĩa hoặc kết nối với trục đầu vào ép đối với một đĩa, đĩa kết nối với trục đầu ra tương tự. Mô-men xoắn được truyền từ trục đầu vào để trục đầu ra thông qua một bộ phim dầu giữa đĩa. Mô-men xoắn truyền là tỷ lệ thuận với áp lực tác dụng bởi một xi lanh thủy lực ép đĩa.

### Truyền động biến thiên liên tục (CVT)
Dẫn động cơ khí và thủy lực tốc độ điều chỉnh được thường được gọi là truyền động hoặc truyền động biến thiên liên tục khi chúng được sử dụng trong các phương tiện, thiết bị trang trại và một số loại thiết bị khác.

### Dẫn động điều tốc điện

#### Các loại kiểm soát
Kiểm soát có thể có nghĩa là hoặc điều chỉnh thủ công - bằng phương tiện của một điện thế hoặc thiết bị hiệu ứng hội trường tuyến tính, (mà là khả năng chống bụi và dầu mỡ) hoặc nó cũng có thể được điều khiển tự động ví dụ bằng cách sử dụng một máy dò vòng quay chẳng hạn như một bộ mã hóa quang học mã Gray.

#### Các loại dẫn động
Có ba loại chung của các dẫn động điện: dẫn động động cơ DC, dẫn động dòng xoáy và dẫn động động cơ AC. Mỗi loại nói chung có thể được chia thành nhiều biến thể. Dẫn động điện thường bao gồm một động cơ điện và một đơn vị hoặc hệ thống kiểm soát tốc độ. Thuật ngữ "dẫn động" thường được áp dụng cho bộ điều khiển mà không cần động cơ. Trong những ngày đầu của công nghệ dẫn động điện, hệ thống điều khiển điện được sử dụng. Sau đó, bộ điều khiển điện tử được thiết kế bằng cách sử dụng các loại ống chân không. Khi các linh kiện điện tử trạng thái rắn đã trở nên có sẵn, các thiết kế bộ điều khiển mới đã kết hợp công nghệ điện tử mới nhất.

#### Dẫn động DC
Dẫn động DC là các hệ thống kiểm soát tốc độ động cơ DC. Kể từ khi tốc độ của một động cơ DC tỷ lệ thuận với điện áp phần ứng và tỉ lệ nghịch với thông lượng động cơ (mà là một hàm của điện trường), hoặc điện áp phần ứng hoặc điện trường có thể được sử dụng để điều khiển tốc độ. Một vài loại động cơ DC được mô tả trong bài viết động cơ điện. Bài viết mô-tơ điện cũng mô tả các điều khiển tốc độ điện tử được sử dụng với các loại động cơ DC khác nhau.

#### Dẫn động dòng xoáy
Dẫn động dòng xoáy bao gồm một động cơ tốc độ cố định và một ly hợp dòng xoáy. Ly hợp có một cánh quạt tốc độ cố định và tốc độ cánh quạt điều chỉnh được ngăn cách bởi một khoảng cách không khí nhỏ. Hiện trực tiếp trong lĩnh vực một cuộn dây tạo ra một từ trường để xác định mô-men xoắn truyền từ cánh quạt đầu vào với cánh quạt đầu ra. Bộ điều khiển cung cấp tốc độ quy định đóng vòng lặp bằng cách thay đổi hiện tại ly hợp, chỉ cho phép ly hợp để truyền mô-men xoắn đủ để hoạt động ở tốc độ mong muốn. Tốc độ phản hồi thường được cung cấp thông qua một tachometer AC tách rời.
Dẫn động dòng xoáy là một loại "dẫn động" điều khiển trượt. Dẫn động điều khiển trượt nói chung là kém hiệu quả hơn so với các loại dẫn động. Động cơ phát triển các mô-men xoắn yêu cầu của tải và hoạt động ở tốc độ cao. Các trục đầu ra truyền mô-men xoắn tương tự để tải, nhưng quay với tốc độ chậm hơn. Kể từ khi điện năng là tỷ lệ thuận với mô-men xoắn nhân với tốc độ, sức mạnh đầu vào là tỷ lệ thuận với thời gian tốc độ động cơ hoạt động mô-men xoắn trong khi công suất đầu ra là đầu ra tốc độ thời gian hoạt động mô-men xoắn. Sự khác biệt giữa tốc độ động cơ và tốc độ đầu ra được gọi là tốc độ "trượt". Điện tỷ lệ thuận với mô-men xoắn tốc độ trượt thời gian hoạt động là tiêu tan dưới dạng nhiệt trong ly hợp.

#### Dẫn động AC
Dẫn động AC là các hệ thống kiểm soát tốc độ động cơ AC.
Dẫn động điều khiển trượt kiểm soát tốc độ của một động cơ cảm ứng bằng cách tăng trượt của động cơ, hoặc bằng cách giảm điện áp được áp dụng cho động cơ, hoặc làm tăng sức đề kháng của các cuộn dây rotor. Bởi vì họ thường ít hiệu quả hơn so với các loại ổ đĩa, trượt ổ đĩa điều khiển đã không còn phổ biến và gần đây đã chỉ được sử dụng trong các tình huống đặc biệt. Xem "dẫn động dòng điện xoáy" ở trên.
Trong xếp hạng lớn hơn (nhiều hơn một vài kW), một vết thương rotor động cơ cánh quạt của nó kết nối với một công cụ chuyển đổi trở về năng lượng cho hệ thống điện, chuyển đổi từ tần số phiếu thấp tần số tiện ích tần số dòng. Điều này đòi năng lượng mà nếu không sẽ bị lãng phí trong các điện trở mạch rotor. Chúng được gọi là "trượt ổ đĩa phục hồi năng lượng" và được sử dụng trên các ứng dụng như máy thổi cưỡng bức dự thảo cho nồi hơi. Một phiên bản điện bằng cách sử dụng một bộ chỉnh lưu, động cơ DC và AC máy phát điện được gọi là một Kramer ổ đĩa.
dẫn động tần số có thể điều chỉnh (AFD) kiểm soát tốc độ của động cơ hoặc cảm ứng hoặc một động cơ đồng bộ bằng cách điều chỉnh tần số của điện cung cấp cho động cơ. Ổ tần số điều chỉnh cũng được biết đến như dẫn động biến tần (VFD). 
Khi thay đổi tần số của điện cung cấp cho một động cơ AC, tỷ lệ điện áp được áp dụng để áp dụng tần số (V/Hz) nói chung là duy trì ở một giá trị không đổi giữa các tần số hoạt động tối thiểu và tối đa. Hoạt động tại một điện áp không đổi (giảm V/Hz) trên một tần số nhất định cung cấp giảm mô-men xoắn năng lực và khả năng quyền lực liên tục trên tần số đó. Các tần số hoặc tốc độ mà tại đó bắt đầu hoạt động điện áp không đổi được gọi là cơ sở tần số hoặc tốc độ. Cho dù các điện áp được quy định trực tiếp hoặc gián tiếp, V/Hz có xu hướng theo các mô hình chung được mô tả cho việc thực hiện mô tả. Biến tần số ổ đĩa bài viết cung cấp thêm thông tin về kiểm soát tốc độ điện tử được sử dụng với các loại khác nhau của động cơ AC.
Dẫn động AC Tái sinh là một loại dẫn động AC có khả năng thu hồi năng lượng phanh của một tải di chuyển nhanh hơn tốc độ động cơ (một tải đại tu) và trả lại cho hệ thống điện.